# كولبيرت
كولبيرت (بالإنجليزية: Colbert, Georgia)‏ هي مدينة تقع في مقاطعة ماديسون، جورجيا بولاية جورجيا في الولايات المتحدة. تبلغ مساحة هذه المدينة 2.3 (كم²)، وترتفع عن سطح البحر 234 م، بلغ عدد سكانها 592 نسمة في عام 2010 حسب إحصاء مكتب تعداد الولايات المتحدة.

## وصلات خارجية
- Cities & Counties - Georgia.gov